# CEM Air
CEM Air — южноафриканская авиационная лизинговая компания со штаб-квартирой в Лансерия, пригород Йоханнесбурга, ЮАР.

## Флот
Компания CEM Air предоставляет в сухой и мокрый лизинг турбовинтовые самолёты Bombardier Q-series, Cessna Grand Caravan, Cessna 404 Titan Ambassador, Beechcraft 1900C, Beechcraft 1900D и турбореактивные Bombardier CRJ. Все лайнеры укомплектованы двигателями производства американских корпораций Pratt & Whitney и General Electric. С компанией сотрудничают известные европейские и американские перевозчики Air Nostrum (Iberia Regional), Flybe и Delta Connection.

## Авиапроисшествия и несчастные случаи
- 1 сентября 2008 года в 15 километрах к северо-западу от Букаву (Демократическая Республика Конго) потерпел крушение девятнадцатиместный Beechcraft 1900C авиакомпании Air Serv, работавший в мокром лизинге из компании CEM Air[1][2][3]. Причиной катастрофы стали ошибки в пилотировании 24-летнего командира корабля Руди Ноца[4], в результате которых самолёт врезался в горный хребет. Погибло 15 пассажиров и двое членов экипажа[5][6][7][8][9].
- 2 мая 2008 года самолёт Beechcraft 1900 компании CEM Air под кенийским флагом, следовавший из Вау в Джуба, разбился вблизи города Румбеке, в результате чего погибли все находившиеся на борту люди (19 пассажиров и 2 члена экипажа). Среди погибших оказались двое старших офицера Народной армии освобождения Судана с супругами[10].